# Myrmecodia tuberosa
Myrmecodia tuberosa — вид квіткових рослин родини маренові (Rubiaceae).

## Поширення
Рослина поширена на півночі Австралії (півострів Кейп-Йорк), на Новій Гвінеї та Соломонових островах.

## Опис
Епіфіт. Кругле потовщене стебло у середині порожнисте. Листя завдовжки 10–47 см, завширшки 3–14 см. Квіти розвиваються біля основи стебла і мають 4 трубчасті білі пелюстки. М'ясисті плоди завдовжки 7 мм жовтого або рожевого забарвлення.

## Екологія
У домаціях стебла рослини живуть мурахи роду Iridomyrmex.